# Rin Terada
Rin Terada (jap. 寺田 琳, Terada Rin; * 1948 in Aomori, Japan) ist ein japanischer Maler.

## Leben
Im Alter von sechs Jahren wandte Rin Terada sich der Kalligraphie zu und gewann wenig später zahlreiche Wettbewerbe. Sein Interesse an der japanischen Malerei erwachte im Jahre 1967. Anfangs malte er gegenständliche Bilder im japanischen Stil.
Die NITTEN-Organisation, eine Institution, die den wichtigsten Kunstpreis des Landes verleiht, wurde 1974 auf ihn aufmerksam. Rin Teradas Werke sind in der Kategorie „japanische Malerei“ insgesamt dreimal  ausgezeichnet worden. verzichtete aber in der Folge auf weitere Teilnahmen.
In den folgenden Jahren blieb er ein Suchender, der von Ort zu Ort reiste und im Zen-Buddhismus seine Heimat findet. Seit dem Jahr 2000 lebt und arbeitet Terada in Deutschland, seit 2007 in Rathenow.

## Stil
Terada entwickelte eine eigenständige Technik, die der traditionellen japanischen Maltechnik der Rimpa-Schule entstammt und Elemente aus fernöstlicher Kalligraphie mit der abstrakten Kunst des Westens verschmelzen lässt. Er arbeitet dabei vorwiegend mit Materialien wie Blattgold, aber auch Blattsilber, Aluminium, Acryl- und Ölfarben, Tusche auf Papier, Seide, Baumwolle sowie Holz. Sein Werk reicht von naturalistischen Darstellungen bis hin zu minimalistisch-abstrakten Formen.
Die Technik Teradas weist über diese Wurzeln hinaus einen sehr individuellen Charakter auf. Die Verschmelzung von Elementen aus West und Ost macht seine abstrakten Bilder aus. Allen Werken gleichermaßen zugrunde liegt aber letztlich die Zen-Philosophie, der er sich verschrieben hat.

## Tätigkeiten
Neben seiner Tätigkeit als Maler engagiert Rin Terada sich zusätzlich im deutsch-japanischen Kulturaustausch, indem er jungen, japanischen Künstlern Ausstellungen in Deutschland ermöglicht. 2011 veranstaltete er in Brandenburg nach dem Erdbeben und Tsunami in Japan mehrere Wohltätigkeitsaktionen, um seine Landsleute in Nordjapan zu unterstützen.

## Ausstellungen (Auswahl)
2002 präsentierte er sein bis dato größtes Paravent „Das Meer“ mit einer Länge von elf Metern. 2008 zeigte er im Berliner Schloss Charlottenburg „Kokoro“ (20 m × 2 m, 2 Werke). Mit „Musik, Fruchtbarkeit und Geschichte“ (20 m × 52 m) wurde 2011 im Kloster Eberbach im Rheingau sein nächstes Werk von monumentaler Größe ausgestellt.
- 2008: Schloss Charlottenburg Orangerie in Berlin
- 2009: Gallery Kamigataginka in Osaka, ART Galerie G.Hoffmann in Garmisch-Partenkirchen
- 2010: Gallery Accostage in Kagawa, Japan
- 2011: Kloster Eberbach, Deutschland